# Ваља Рече (Харгита)
Ваља Рече (рум. Valea Rece) насеље је у Румунији у округу Харгита у општини Лунка де Жос. Oпштина се налази на надморској висини од 864 m.

## Становништво
Према подацима из 2002. године у насељу је живело 2203 становника.

### Попис2002.
| Расподела становништва по националности 2002.‍ | Расподела становништва по националности 2002.‍ | Расподела становништва по националности 2002.‍ | Расподела становништва по националности 2002.‍ | Расподела становништва по националности 2002.‍ |
| --------------------------------------------- | --------------------------------------------- | --------------------------------------------- | --------------------------------------------- | --------------------------------------------- |
|                                               |                                               |                                               |                                               |                                               |
| Румуни                                        | Румуни                                        |                                               | 9                                             | 0,4%                                          |
| Мађари                                        | Мађари                                        |                                               | 2.194                                         | 99,6%                                         |